# Starmera dryadoides
Starmera dryadoides är en svampart som först beskrevs av D.B. Scott & Van der Walt, och fick sitt nu gällande namn av Kurtzman, Robnett & Basehoar-Powers 2008. Starmera dryadoides ingår i släktet Starmera och familjen Phaffomycetaceae.   Inga underarter finns listade i Catalogue of Life.